# Boops
Boops Cuvier, 1814 é um género de peixes marinhos da família dos Sparidae, com apenas duas espécies conhecidas. 
A salema (Sarpa salpa) esteve em tempos incluída no género Boops.